# Mikołajki Pomorskie
Mikołajki Pomorskie (deutsch Niklaskirchen, früher Nikolaiken und Nicolaiken) ist ein Dorf in der Landgemeinde (Gmina) Mikołajki Pomorskie (Niklaskirchen) im Powiat Sztumski (Stuhmer Kreis) der polnischen Woiwodschaft Pommern.

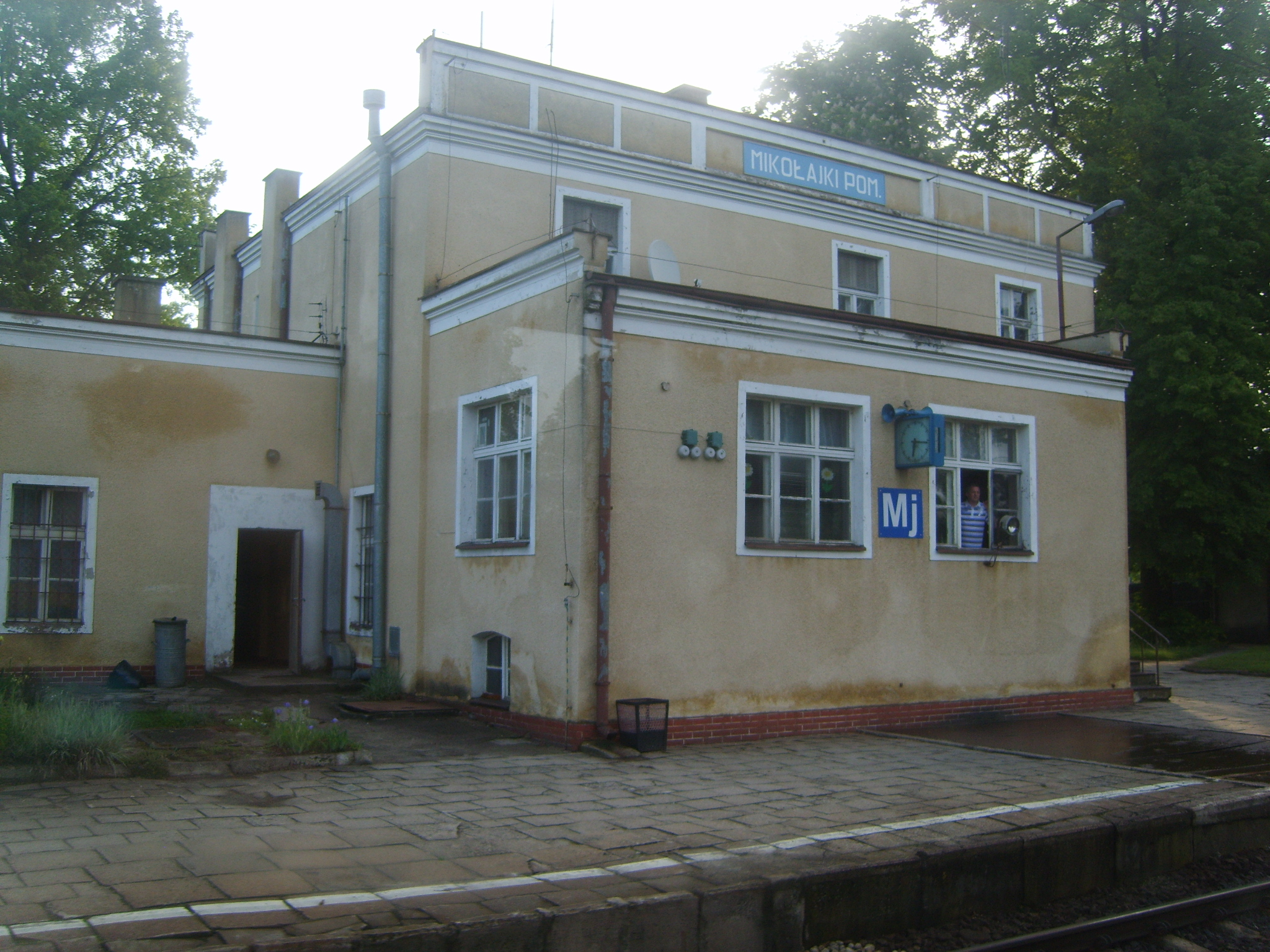
Bahnstation

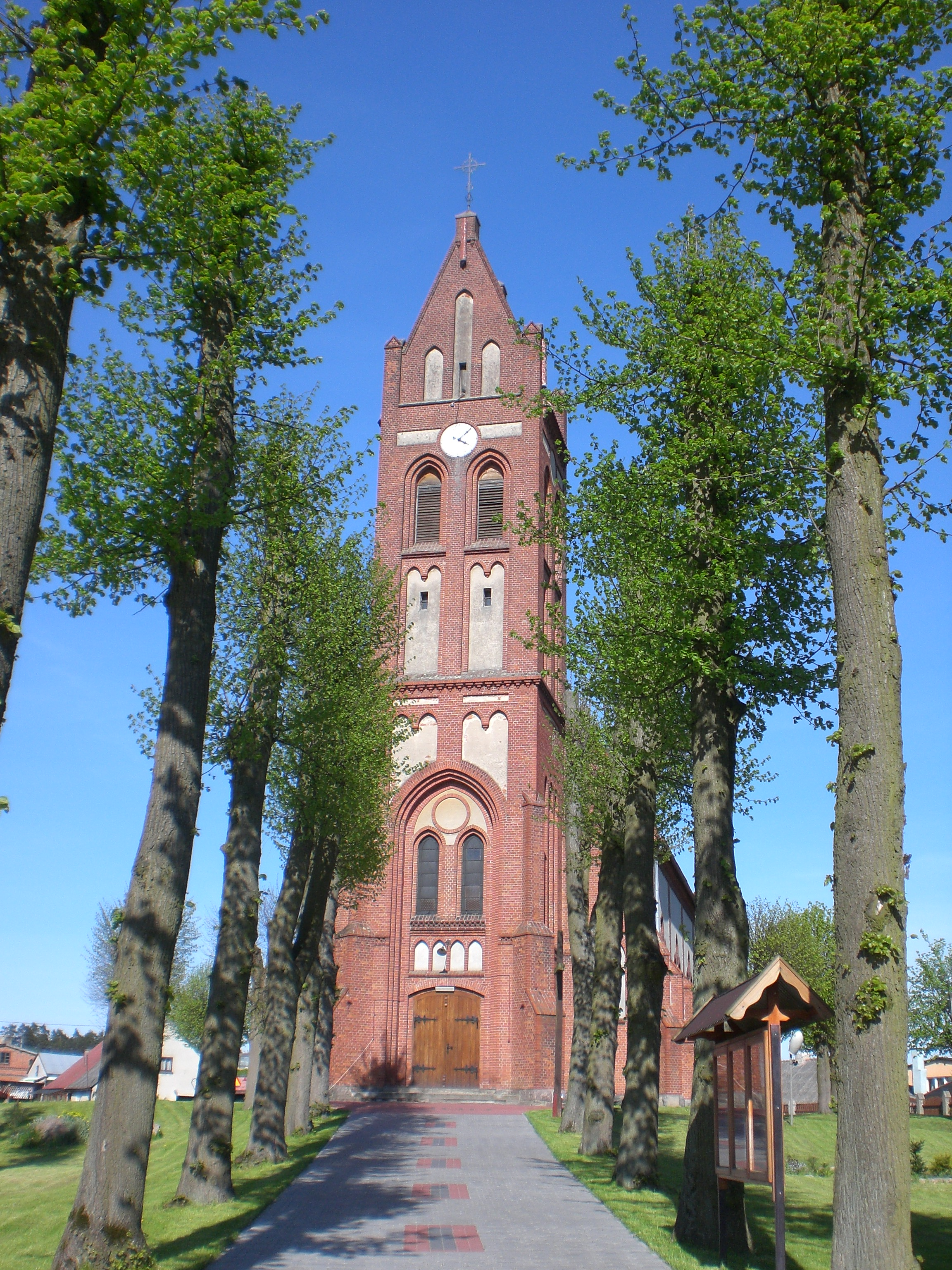
Katholische Pfarrkirche

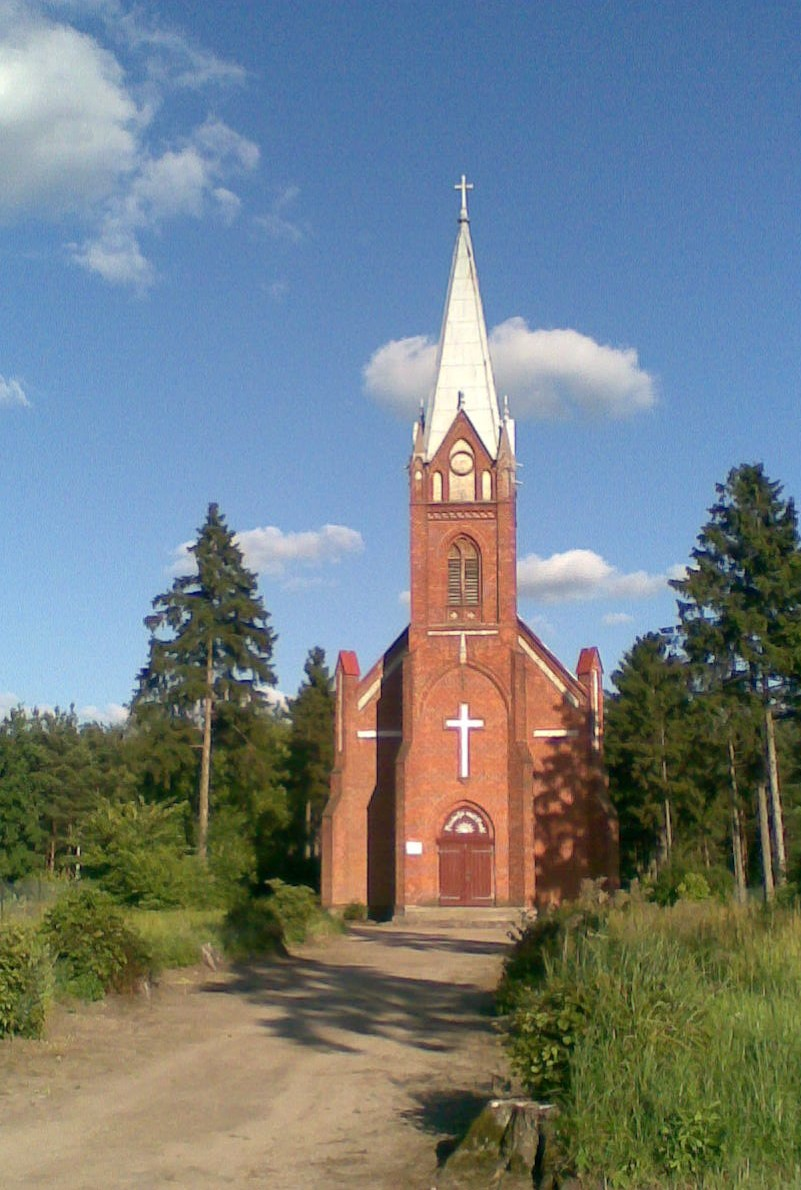
Evangelische Kirche

## Geographische Lage
Mikołajki Pomorskie liegt im ehemaligen Westpreußen, etwa zwölf Kilometer südöstlich von Stuhm (Sztum), 15 Kilometer südwestlich von Christburg (Dzierzgoń) und zwei Kilometer südlich von Carpangen (früher Czerpienten, poln. Cierpięta).

## Geschichte
Ältere Ortsbezeichnungen sind Niclausdorf (1250), Niclosdorf (1288), Nicoloyen (1437), Nickelsdorf albo Nikolayki (1565) und Mikolayki (1659).
Das Schulzenamt in dem Bauerndorf hatte 1604 Johannes Gosz-Kamiński inne, der Kulmer Recht besaß. 1637 bekleidete Michael Kaminski das Amt, an das er durch Heirat gekommen war; 1677 besaß Albert Jerwicki die Schulzerei.
Im Jahr 1945 gehörte das Dorf Niklaskirchen zum Landkreis Stuhm im Regierungsbezirk Marienwerder im Reichsgau Danzig-Westpreußen des Deutschen Reichs. Niklaskirchen war dem Amtsbezirk Carpangen zugeordnet.
Im Januar 1945 wurde Niklaskirchen von der Roten Armee besetzt. Nach Beendigung der Kampfhandlungen wurde die Region seitens der sowjetischen Besatzungsmacht zusammen mit ganz Hinterpommern und der südlichen Hälfte Ostpreußens – militärische Sperrgebiete ausgenommen – der Volksrepublik Polen zur Verwaltung überlassen. Es wanderten nun Polen zu. Niklaskirchen erhielt die polnische Ortsbezeichnung „Mikołajki Pomorskie“. Die einheimische deutsche Bevölkerung wurde mit wenigen Ausnahmen von der polnischen Administration vertrieben.

## Verkehr
Die Bahnstation Mikołajki Pomorskie liegt an der Bahnstrecke Warszawa–Gdańsk.

## Demographie
| Jahr | Einwohner | Anmerkungen |
| ---- | --------- | --- |
| 1783 | –         | königliches Dorf nebst einer katholischen Kirche, 46 Feuerstellen (Haushaltungen), in Westpreußen                   |
| 1818 | 180       | königliches Dorf, Amt Stuhm                                                                                         |
| 1864 | 843       | davon 112 Evangelische und 726 Katholiken                                                                           |
| 1885 | 965       | [ 5 ] |
| 1910 | 1193      | am 1. Dezember, davon 172 Evangelische, 1013 Katholiken und sieben Juden; 917 Personen mit polnischer Muttersprache |
| 1933 | 1273      | [ 5 ] |
| 1939 | 1420      | [ 5 ] |

## Kirche
Die  römisch-katholische Pfarrkirche des Heiligen Antonius von Padua wurde 1896 erbaut und 1903 geweiht. Es handelt sich um einen neugotischen Bau aus rotem Backstein mit einem charakteristischen Turm mit Satteldach, der die gesamte Struktur dominiert. Im Altar befindet sich ein Gemälde des Schutzpatrons Antonius von Padua, der das Jesuskind im Arm hält. Zur Ausstattung der Kirche gehören eine hölzerne Kanzel und eine romantische Orgel aus dem Jahr 1938.
Die Protestanten der hier bis 1945 anwesenden Dorfbevölkerung gehörten zur evangelischen Pfarrei Groß Rohdau. Erhalten ist die evangelische Kirche, ein um 1900 errichteter neugotischer Backsteinbau.